# Big E
Ettore Ewen (* 1. März 1986 in Tampa, Florida, USA) besser bekannt unter seinem Ringnamen Big E ist ein US-amerikanischer Wrestler, der seit 2009 bei World Wrestling Entertainment (WWE) unter Vertrag steht. Er ist ein ehemaliger Kraftdreikämpfer. In Kraftdreikampf holte er zwei Mal Gold bei den USAPL U.S. Open Powerlifting Championships.
Sein größter Erfolg als Single-Wrestler ist der Gewinn der WWE Championship, zudem gewann er die NXT Championship und die Intercontinental Championship. Mit Xavier Woods und Kofi Kingston bildet er seit 2014 das Stable The New Day, das zu den erfolgreichsten Tag Teams der WWE-Geschichte zählt. Mit The New Day gewann er sechsmal die SmackDown Tag Team Championship und zweimal die Raw Tag Team Championship.
Im März 2022 erlitt er während eines Matches einen Genickbruch und pausiert seitdem.

## Wrestling-Karriere

### WWE (seit 2009)

#### Florida Championship Wrestling und NXT (2009–2013)
2009 unterschrieb er einen Vertrag bei World Wrestling Entertainment. Am 17. Dezember 2009 feierte er bei Florida Championship Wrestling, der damaligen Aufbauliga der WWE, sein Debüt unter dem Ringnamen Big E Langston. Am 12. Mai 2011 gewannen er und Calvin Raines gegen Richie Steamboat und Seth Rollins und holten sich so den FCW Florida Tag Team Championship. Die Titel verloren sie am 21. Juli 2011 an CJ Parker und Donny Marlow.
Sein Debüt bei WWE NXT gab er am 1. August 2012, als er Adam Mercer besiegte. Er begann eine Fehde gegen The Shield. Am 9. Januar 2013 besiegte er den NXT Champion Seth Rollins in einem No-Disqualifications-Match und holte sich so den NXT Championship. Seinen Titel verlor er am 12. Juni 2013 an Bo Dallas.

#### Main Roster Debüt und WWE Intercontinental Champion (2012–2014)
Am 17. Dezember 2012 feierte er sein Debüt im Main Roster, in dem er John Cena angegriffen hat. Er wurde der Bodyguard von AJ Lee und Dolph Ziggler. Bei WrestleMania 29 verloren er und Dolph Ziggler ein Titelmatch um die WWE Tag Team Championship gegen Team Team Hell No (Daniel Bryan und Kane). Er unterstützte AJ Lee bei ihrer Fehde gegen Kaitlyn. Nachdem AJ Lee den WWE Divas Championship gewann trennte sich Dolph Ziggler bei der Raw-Ausgabe vom 14. Juli 2013. Danach fehdete er gemeinsam mit AJ Lee gegen Dolph Ziggler und Kaitlyn. Die Fehde endete beim Summerslam 2013, als er und AJ Lee in einem Mixed-Tag-Team-Match von Dolph Ziggler und Kaitlyn besiegt wurden. Nach dieser Fehde trennte er sich von AJ Lee und begann eine Laufbahn als Singlewrestler.
Bei der SmackDown-Ausgabe vom 18. Oktober 2013 kam er CM Punk zur Hilfe als dieser von Ryback und Curtis Axel angegriffen wurde und turnte somit auf die Seite der Faces. Danach startete er eine Fehde gegen den WWE Intercontinental Champion Curtis Axel. Weil sich Curtis Axel verletzte, fehdete er stattdessen gegen Dean Ambrose um den WWE United States Championship. Den Titel konnte er sich allerdings nicht holen. Als sich Curtis Axel von seiner Verletzung erholte, setzten sie die Fehde um den WWE Intercontinental Championship fort. Bei der Raw-Ausgabe vom 18. November 2013 besiegte er Curtis Axel und gewann somit den WWE Intercontinental Championship, seinen ersten Titel im Main Roster. Nachdem PPV WWE Elimination Chamber wurde sein Ringname in Big E geändert. Den Intercontinental Titel verlor er am 4. Mai 2014 an Bad News Barrett.

#### The New Day (2014–2020)

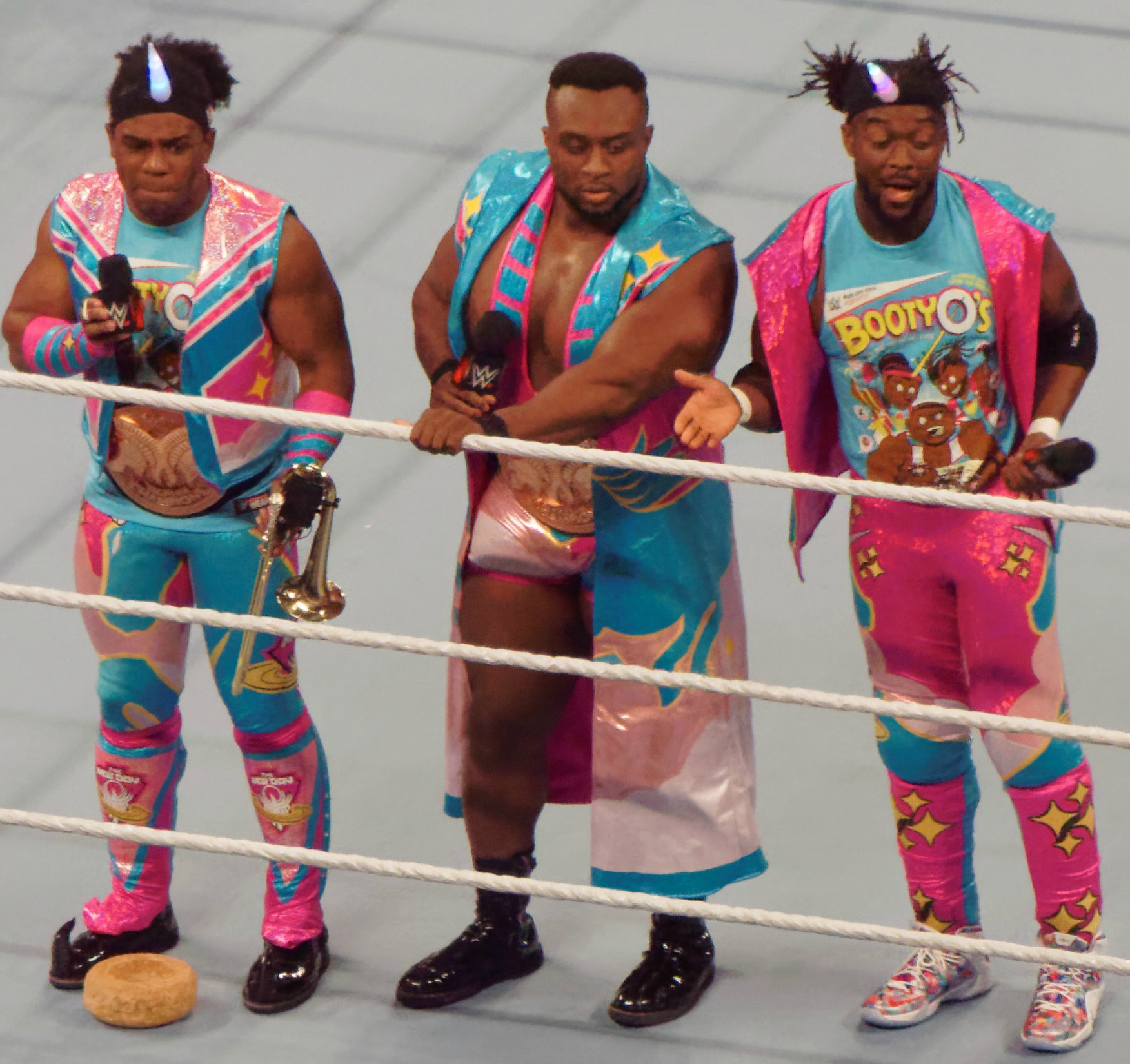
The New Day als WWE Tag Team Champions, 2016.

Seit dem 3. November 2014 bildet er gemeinsam mit Kofi Kingston und Xavier Woods das Stable The New Day. Am 26. April 2015 bei WWE Extreme Rules gewannen er und Kofi Kingston gegen Cesaro und Tyson Kidd und holten sich somit die WWE Tag Team Championship. Da The New Day unter der Freebird-Regel antreten ist auch Xavier Woods WWE Tag Team Champion geworden, bzw. hielten alle drei Mitglieder von The New Day den WWE Tag Team Championship. Bei WWE Money In The Bank 2015 verloren er und Xavier Woods die Titel an den Prime Time Players (Darren Young und Titus O’Neal). Danach fehdete The New Day gegen die Prime Time Players, Los Matadores (Diego und Fernando) und Lucha Dragons (Kalisto und Sin Cara) um die WWE Tag Team Championship. Beim Summerslam 2015 gewannen er und Kofi Kingston ein Fatal-Four-Way-Tag Team Match gegen die Prime Time Players, Los Matadores und Lucha Dragons und holten sich somit die WWE Tag Team Championship zurück. Erneut treten The New Day unter der Freebird-Regel auf, sodass erneut alle drei Mitglieder von The New Day WWE Tag Team Champions sind. Danach fehdeten sie gegen die Dudley Boyz und konnten gegen diese erfolgreich ihre Titel verteidigen. Danach fehdeten sie gegen die Usos und die Lucha Dragons. Ihre Titel konnten sie erfolgreich bei WWE TLC: Tables, Ladders & Chairs am 13. Dezember 2015 gegen die Lucha Dragons und die Usos in einen Fatal 3-Way Tag Team Match verteidigen. Am 24. Januar 2016 beim Royal Rumble verteidigten er und Kofi Kingston ihre Titel erfolgreich gegen die Usos.
Am 22. Juli 2016 brachen The New Day den Rekord von Paul London und Brian Kendrick und wurden somit das Team mit der längsten Titelregentschaft der WWE Raw Tag Team Championship.
Der WWE Tag Team Championship wurde, noch während ihrer Regentschaft als Champions, im Zuge der Einführung der WWE SmackDown Tag Team Championship in WWE Raw Tag Team Championship umbenannt. Am 18. Dezember 2016 beim PPV  Roadblock: End of the Line verloren sie ihre Titel nach 483 Tagen Titelregentschaft an Cesaro und Sheamus.
Bei der SmackDown-Ausgabe vom 11. April 2017 wurde der Wechsel von allen Mitgliedern von The New Day zu SmackDown bekannt gegeben. Seitdem sind sie ein Teil des SmackDown-Rosters. Am 23. Juli 2017 bei WWE Battleground gewannen sie von den Usos die WWE SmackDown Tag Team Championship. Durch den Titelgewinn sind sie das erste Tag Team, das sich nach der Raw Tag Team Championship, auch die SmackDown Tag Team Championship sichern konnte. Beim SummerSlam am 20. August 2017 verloren sie die Titel wieder an The Usos. Bereits nach 23 Tagen konnten sich The New Day die SmackDown Tag Team Championship zurück von The Usos erkämpfen. Jedoch hielt auch diese Regentschaft nur 26 Tage und verloren schließlich die Titel wieder am 8. Oktober 2017 bei Hell In A Cell in einem Hell In A Cell Match zurück an The Usos. Am 21. August 2018 konnten sich das Trio zum dritten Mal die SmackDown Tag Team Championship sichern, diesmal von den damaligen Titelträgern The Bludgeon Brothers Harper und Rowan. Die Regentschaft hielt dann für 56 Tage und verloren die Titel am 16. Oktober 2018 bei SmackDown 1000 an The Bar Cesaro & Sheamus. Seither bestreitet das Trio diverse Tag Team Matches. Am 17. Juli 2019 gewann er zusammen mit Woods die SmackDown Tag Team Championship zum vierten Mal. Die Regentschaft hielt bis zum 15. September 2019 und verloren die Titel dann schlussendlich an The Revival Scott Dawson & Dash Wilder. Am 8. November 2019 gewann er zusammen mit Kofi Kingston zum fünften Mal die SmackDown Tag Team Championship. Hierfür besiegten sie The Revival Scott Dawson & Dash Wilder. Am 24. November 2019 bestritt er bei WWE Survivor Series zusammen mit seinem Tag-Team-Partner Kofi Kingston ein Triple Threat Tag Team Match gegen The Viking Raiders Erik & Ivar und The Undisputed ERA Kyle O’Reilly & Bobby Fish. Dieses Match verlor er. Die Titel verloren sie am 27. Februar 2020 in Riad, Saudi-Arabien, bei WWE Super ShowDown gegen The Miz und John Morrison. Am 17. April 2020 konnte er und Kofi Kingston erneut die SmackDown Tag Team Championship gewinnen, hierfür besiegten sie The Miz und John Morrison. Die Regentschaft hielt 93 Tage und verloren die Titel, schlussendlich am 19. Juli 2020 an Cesaro und Shinsuke Nakamura. Bei dem Draft am 9. Oktober 2020 wurde er von The New Day getrennt.

#### Intercontinental und WWE Champion (seit 2020)
Nachdem er bei dem Draft von The New Day getrennt wurde, begann er als Singles Wrestler aufzutreten und bestritt diverse Matches, welche er größtenteils gewann. Am 22. Dezember 2020 gewann er, bei den Aufzeichnungen von Fridaynight SmackDown den Intercontinental Championship. Hierfür besiegte er Sami Zayn. Die Regentschaft hielt 110 Tage und verlor den Titel, schlussendlich am 11. April 2021 bei WrestleMania 37 an Apollo Crews in einem Nigerian-Drum-Fight. Am 18. Juli 2021 gewann er den Money in the Bank Contract. Hierfür besiegte er Ricochet, John Morrison, Drew McIntyre, Riddle, Kevin Owens, Shinsuke Nakamura und Seth Rollins.
Am 13. September 2021 löste er seinen Money-in-the-Bank-Contract ein. Hierdurch besiegte er Bobby Lashley und gewann die WWE Championship. Durch diesen Gewinn wechselte er zum Raw-Brand und vereinte sich wieder mit The New Day. Die Regentschaft hielt 110 Tage und er verlor den Titel am 1. Januar 2022 bei Day 1 2022 an Brock Lesnar. Bei der SmackDown-Ausgabe vom 28. Januar 2022 wurde bekannt gegeben, das er wieder bei SmackDown antreten wird.
Bei der SmackDown-Ausgabe am 11. März 2022 erlitt er während eines Matches einen Halswirbelbruch des C1-Wirbels, sein Rückenmark wurde aber nicht verletzt. Nach eigener Aussage im April 2024 hat sich am C1-Wirbel wieder Gewebe gebildet, aber kein Knochen, weswegen er aus medizinischen Gründen unter Umständen nie wieder in den Ring steigen dürfe. Er sei allerdings komplett ohne Schmerzen und ansonsten gesund.

## Wrestling-Erfolge
World Wrestling Entertainment
- WWE Championship (1×)
- WWE Intercontinental Championship (2×)
- SmackDown Tag Team Championship (6× mit Xavier Woods und Kofi Kingston)
- Raw Tag Team Championship (2× mit Kofi Kingston und Xavier Woods)
- NXT Championship (1×)
- Money in the Bank (Men’s 2021)

Florida Championship Wrestling
- 1× FCW Florida Tag Team Champion (mit Calvin Raines)